# 拉塞尔·朗
拉塞尔·比利厄·朗（英語：Russell Billiu Long，1918年11月3日—2003年5月9日），美国民主党政治人物、原联邦参议员。
朗出生于路易斯安那州什里夫波特，是原路易斯安那州州长、联邦参议员休伊·朗及其妻、亦曾任联邦参议员的罗斯·迈克康奈尔·朗之子。朗毕业于路易斯安那州立大学，1942年至1945年间在海军服役。1948年至1987年间，他出任路易斯安那州联邦参议员，在任时间长达近40年。期间，他担任过参议院多数党党鞭（1965年－1969年）、参议院财政委员会主席（1966年－1981年）。